# 2012年香港政治制度改革
2012年香港政治制度改革是計劃於2012年所實施的香港政治制度改革，當中包括修改行政長官和立法會產生辦法。
全國人大常委會第二次釋法確定了修改程序須走「五部曲」。香港特區政府於2007年發表《政制發展綠皮書》即為「首部曲」拉開序幕，經歷走完「行政長官提交報告」(首部曲)及「全國人大常委會確定」(次部曲)這兩項程序後，在2010年4月14日提出《二零一二年行政長官及立法會產生辦法建議方案》，當中不少地方均參照2005年被否決的政改方案。
在此建議方案中，有關修正《基本法》附件一行政長官產生辦法及修正《基本法》附件二立法會產生辦法的部份，亦即：
1. 立法會增加10個議席至70席，其中5個新增議席由分區直接選舉產生，另外5個由區議會功能界別選舉產生；
2. 行政長官選舉委員會將由現時的800人增加至1,200人，不少於150名（八分之一）的選舉委員可聯合提名行政長官候選人。

必須經立法會全體議員三分之二多數通過方能生效，此即為第三部曲程序。
為確保該兩項修正案能在立法會通過，香港特區政府在得到中央政府開綠燈後，於表決前的6月21日宣佈接納民主黨提出的區議會功能界別改良方案，讓不屬現存功能界別之選民以一人一票選出立法會新增五席「區議會功能界別」議席，以換取民主黨在立法會內的支持票。兩項修正案最終如期在6月23至24日的在立法會席上交付表決，以超過所規定的三分之二（46票）、近八成票數支持通過。
6月29日，行政長官曾蔭權就兩項修正案簽署同意書文本，並將呈報予全國人大常委會。2010年8月28日，全國人大常委會以超過九成八的高票，通過行政長官及立法會產生辦法修正案草案，整個修改行政長官和立法會產生辦法的『五部曲』法律程序已經全部完成。2011年特區政府進行本地立法後，香港接連於2011年11月6日舉行區議會選舉（取消三分之一的委任議席，並於2015年全面取消委任議席）、12月11日舉行選舉委員會界別分組選舉、2012年3月25日舉行行政長官選舉及於9月9日舉行立法會選舉。這四大選舉均實行了改革後的選舉方式，為香港政治寫下新一頁。

## 發展過程

### 2007年

#### 政制發展綠皮書
根據全國人大常委會2004年4月6日第二次釋法所確定的政改「五部曲」，第一部是由行政長官向全國人大常委會提交報告，建議2012年的政改需要檢討；第二部是由全國人大常委會決定可以啟動這項檢討。
為了準備「首部曲」，特區政府於2007年7月11日發表《政制發展綠皮書》，就普選行政長官及普選立法會的模式、路線圖及時間表等，分別提出多個方案諮詢市民，三個月諮詢期至2007年10月10日結束。政務司司長唐英年同日在立法會上有關《政制發展綠皮書》的發言指出，希望透過發表《綠皮書》及進行公眾諮詢，讓社會能就普選議題凝聚共識，而當公眾諮詢期結束後，便會歸納社會上的意見，評估是否有基礎讓政府糅合一套主流意見，以推動下一步的工作，行政長官屆時會向中央提交報告，以如實反映主流意見及其他各種意見。
同年12月12日早上，行政長官向全國人大常委會提交有關香港政制發展的報告，提請予以確定，2012年行政長官產生辦法和立法會產生辦法可進行修改。香港特區政府亦於同日公布《政制發展綠皮書公眾諮詢的報告》。
當天，行政長官曾蔭權向公眾發表長達三分鐘的電視錄影講話，而政務司司長唐英年則到立法會發言，宣佈已向全國人大常委會提交報告，及簡介報告內容。其中提到報告作出了以下的結論和建議：
1. 香港社會普遍希望能早日訂出普選時間表，為香港的政制發展定出方向。
2. 在2012年先行落實普選行政長官，是民意調查中反映出過半數市民的期望，應受到重視和予以考慮。與此同時，在不遲於2017年先行落實普選行政長官，將有較大機會在香港社會獲得大多數人接納。
3. 雖然，香港社會就行政長官普選模式仍有不同方案，但對於循「特首先行、立法會普選隨後」的方向推動普選，已開始凝聚共識。
4. 至於立法會普選模式及如何處理功能界別議席，仍是意見紛紜，不過，訂定行政長官和立法會普選的時間表，有助推動這些問題的最終解決。

基於上述結論，行政長官認為，2012年行政長官和立法會的產生辦法有需要進行修改，故提交報告，提請全國人大常委會予以確定。
根據新華社在12月17日發表的新聞稿表示全國人大常委會在12月23日至29日會就《政制發展綠皮書》的報告作出討論。全國人大常委會在12月29日發表聲明，指出：
1. 2012年，行政長官和立法會將不會由普選產生
2. 2017年行政長官可以先由普選產生，之後立法會全體議席就可以由普選產生
3. 2012年行政長官和立法會的選舉辦法可以修改，但立法會選舉中，功能組別和地區直選的比例不會改變

全國人大常委會決定不實行2012年雙普選，此舉引起泛民主派不滿，發動過多次遊行爭取2012年雙普選。

#### 全國人大常委會決議
2007年12月29日，十届全国人大常委会第31次会议通过了《全国人民代表大会常务委员会关于香港特别行政区2012年行政长官和立法会产生办法及有关普选问题的决定》，宣布香港可于2017年普选行政长官，在行政长官普选后，即2020年，立法会全部议员也可以由普选产生。

### 2008年
2008年10月，行政長官曾蔭權發表《施政報告》，提及將於2009年上半年就2012年行政長官及立法會產生辦法進行諮詢。

### 2009年
2009年初，行政長官曾蔭權表示由於香港經濟環境尚未明朗，決定押後原定於第二季進行的政制諮詢至第四季。
10月30日，政制及內地事務局局長林瑞麟在立法會會議上就行政長官《施政報告》致謝議案辯論（第五環節）的致辭中称，普選的具體模式，我們今天是不可以定到的，那是要按部就班做的，也是分為三個階段：第一個階段是，我們在現屆政府和現屆立法會的任期內，由現在至2012年間處理2012年的選舉安排，注入新的民主元素，為普選鋪路。下一個階段是，在2012年至2017年間由第四任行政長官和第五屆立法會一起處理有關2017年普選行政長官的制度。第三個階段是，由在2017年經普選產生的行政長官與第六屆立法會合作，處理如何落實在2020年普選產生所有立法會議員。由這位經普選產生的行政長官來處理這個最關鍵的議題是至為恰當的，因為經普選產生，這位行政長官會有充分的、全面的公眾支持。
11月18日，政府發表《二零一二年行政長官及立法會產生辦法諮詢文件》，徵詢各界意見。諮詢期至翌年2月19日為止。

### 2010年

#### 《二零一二年行政長官及立法會產生辦法建議方案》
2010年4月14日，政府發表《二零一二年行政長官及立法會產生辦法建議方案》，提出具體改革建議，準備交由立法會通過。
4月16日，立法會內務委員會會議上通過成立一個小組委員會，研究及商議政府的建議方案。前後共有35位議員加入小組委員會，譚耀宗議員及林健鋒議員分別獲選為正副主席。小組委員會共舉行過9次會議，委員就各項議題表達了不同的意見，當中包括：行政長官選舉的提名機制、選舉委員會的委員人數及組成、立法會議席數目、政府當局提出的「區議會功能界別」議席方案、功能界別的選民基礎和其存廢問題，以及立法程序及時間表等。小組委員會並在其中3次會議上，合共聽取了163個團體和個別人士的意見。2010年6月3日，小組委員會完成審議工作，並於同月11日的內務委員會會議上提交報告，交代已作商議的詳情。

#### 中聯辦與民主黨「破冰會面」
5月24日，中聯辦副主任李剛就政改方案與民主黨三名核心成員何俊仁、劉慧卿及張文光會面。
民主黨成員在會上促請中央政府「先確立終極普選的原則和過渡的路徑，再決定2012政改的具體安排」，建議中央政府作出立場性的表述，其中包括說明：
1. 普選定義須符合普及而平等原則、2020年實行全面普選立法會及全面取消任何形式的功能組別選舉；及
2. 全面普選前按循序漸進原則進展，2017年行政長官選舉放寬提名門檻，2016年立法會選舉只增加直選議席並取消分組點票；若中央政府接納這些要求，民主黨同意接受經改良的政改方案，而這改良方案建議即為：
3. 2012年立法會新增的5席「區議會功能組別」議席，連同原有的1席「區議會功能組別」議席，全部開放投票，使在傳統功能組別未有投票權的市民能以一人一票方式選出其代表（即所謂全港選民一人有兩票），以及
4. 取消區議會的所有委任議席，2012年的行政長官選舉委員會亦應加入全數400多位民選區議員，並保持提名人數不多於150人。[19]

中聯辦與民主黨會面3小時後，在中環四季酒店舉行記者會。副主任李剛形容「破冰會」氣氛坦誠，李剛提到，選擇與民主黨會面是因為該黨願意理性溝通，李剛並讚揚該黨「不認同公投的立場、不參加公投」。李剛指，在政改問題存在分歧在所難免，但必須顧及本港整體利益，就問題作理性討論，坦誠溝通，凝聚共識，「對抗只能適得其反」。至於民主黨提出的要求，李剛未有具體回應，但承認與民主黨討論過功能組別存廢問題，他引用民調指出，現時有36%至50%市民要求廢除功能組別，但亦有40%的人認為功能組別改革後可保留，「形不成社會的最大公約數」，加上特區政府也沒有獲授權處理2012年以後的政改問題，「如果特首不處理就不通過（政改方案），我想是沒有道理的」。李剛呼籲民主黨「求大同、存大異」，以實際行動為普選創造條件。
5月26日，中聯辦副主任李剛就政改方案與七名終極普選聯盟代表馮偉華、黃碧雲、蔡耀昌、李卓人、湯家驊、陳健民及葉健民會面。
5月28日，中聯辦副主任李剛就政改方案與民協五名成員廖成利、馮檢基、譚國僑、莫嘉嫻及許錦成會面。

#### 兩項議案預告動議，須以三分之二多數通過
6月7日，政制及內地事務局局長林瑞麟根據《立法會議事規則》正式向立法會作出預告，預定於6月23日舉行的立法會會議上，就有關修改2012年行政長官及立法會產生辦法，動議兩項議案。兩項議案是按照政府4月14日的建議方案內容提出，涉及對《基本法》附件一、附件二的修訂，亦即：
1. 行政長官選舉委員會將由現時的800人增加至1200人，當中4個界別各增加100人至300人，而不少於150名的選舉委員可聯合提名行政長官候選人；及
2. 立法會增加10個議席，其中5個由分區直接選舉產生，另外5個由功能團體選舉產生。[23]

同日，立法會主席指示：
1. 把兩項議案“按所交來的原有措辭”印載入立法會議程內；及
2. 因應全國人大常委會的決定，該兩項議案須經立法會全體議員以三分之二多數通過，而就議案提出的修正案(如有的話)亦只可由政府提出。[24]

同日，政務司司長唐英年會見傳媒，公開宣佈政府已正式向立法會預告動議兩項議案。至於落實政府建議方案的具體安排，唐英年表示，將待上述兩項議案通過後，再在本地立法層面處理；而政府的構想是，把立法會內新增的5個功能團體議席設定為「區議會功能界別」議席，連同立法會原有的1個「區議會功能界別」議席，合共6個議席全部由民選區議員以比例代表制互選產生，以及取消區議會委任制度等。唐英年指出，這套方案是特區政府以最大彈性和限度，在全國人大常委會決定的框架下爭取到的最多的民主空間，方案有廣泛的民意基礎和充分的法理依據，亦是在現時的實際情況下，最有機會得到多數市民、立法會和中央政府接受的。在記者會上面對記者有關23名泛民議員講明聯手反對方案、政府是否已經絕望等提問，唐英年僅呼籲泛民議員求同存異，踏出一步，他會努力爭取每一位議員的支持，通過方案；但唐英年同時又明言，在全國人大常委會決定的框架下，於本地立法層面上能再讓步的空間其實十分小。

#### 喬曉陽京官「談個人看法」為普選定義
2010年6月7日下午四時半，全國人大常委會副秘書長喬曉陽就政改方案問題，在北京人民大會堂香港廳會見香港傳媒。喬曉陽在會上發表書面講話，就「不少政團和人士要求中央明確未來普選的定義」首度開腔回應，但卻又稱是「談談個人的理解和看法，與大家研究探討」云云。喬曉陽指出，他認為，普選除了普及和平等之外，還附加了另外4個需要符合的條件和元素：「充分考慮符合香港特別行政區的法律地位，與香港行政主導的政治體制相適應，兼顧香港社會各階層利益，以及有利於香港資本主義經濟的發展」；對於大眾關注的「功能界別」存廢問題，喬曉陽僅稱，「功能界別，自從香港引入選舉制度以來，就一直存在，要客觀評價」。喬曉陽同時亦談及政改方案中區議會功能界別6個議席的選舉安排，他指民間提出「由區議會民選議員提名，交全港沒有功能界別選舉權的選民選出」的建議，會被人質疑有違《基本法》和全國人大常委會的決定；喬曉陽認為「區議會作為一個功能界別，一直是由區議員互選產生立法會議員，這種選舉辦法在香港已經實行多年，社會早已廣泛認同......這樣做是恰當的。」
喬曉陽旳講話即時引來泛民主派強烈的批評，同時，23名泛民議員表明，對全無修改的政改方案不會收貨。民主黨更隨即召開記者會，主席何俊仁表明，若政府不修訂方案，他們立法會9票會投反對。何俊仁並指，最令民主黨不能接受的，是中央仍然拒絕闡釋2017和2020年是否有真普選，及解釋何時取消功能組別。不過，有傳媒引述熟悉內地官場文化人士的意見，指應要細味喬曉陽的一字一句，話中內藏玄機，而且罕有地京官「談個人看法」，其實是預留了「轉軚」機會。亦有建制派人士認為中央是有心放寬的，細味喬曉陽指選舉權要符合普及平等原則的話，換言之不可能延續現時「有人得1票，有人有3票」的情况，即使日後保存功能組別，也必定是以個人票產生，例如彭定康年代的「新九組」模式等。

#### 政府向民主黨「摸底」
6月14日，中聯辦宣傳文體部長、本身為法學教授的郝鐵川邀約記者午宴時，突然以強硬措辭表明民主黨提出的「普選區議會代表」方案，是「沒有先例、沒有法理依據、沒必要畫蛇添足」，並指《基本法》沒有剩餘權力，也無一條法例訂明區議會功能組別可擴大至普選，教此方案缺乏法律理據。他稱現時香港特區政府提出的方案已有普選原理，警告民主派「若見了民主就應舉手贊成，而不應該見了民主就躲著走，那就是反對派，而不是民主派！」。
然而，民主黨的張文光在政改方案通過後披露：政務司司長唐英年亦於6月14日突約見何俊仁和張文光「摸底」，查詢若中央願意接納方案，民主黨是否9票都會支持，何俊仁即場答允，更承諾﹕「我會向黨推薦方案，若不成功會辭去主席一職。」
6月17日下午，曾余辯論前數小時，全國人大常委會基本法委員會副主任梁愛詩突然在接受電視新聞電話訪問時表示民主黨提出的區會改良方案並不違反基本法，值得支持。對於早前中聯辦表態對民主黨的方案有保留一事，梁愛詩認為是因為不知民主黨提出的方案原來會扣起功能組別選民。而民主黨主席何俊仁亦對外界表示，民主黨下周一召開黨員大會討論是否支持政府的政改方案時，他會提出：若政府接受民主黨提出的2012區議會改良方案，他作為黨主席將建議黨大會通過支持；若政府接納民主黨的方案，而民主黨大會不接受，他會「承擔一切的政治責任和後果，包括引咎辭去主席之職」。何俊仁強調，他的建議是「要在今天爭取一個階段性的、有實質進步的成果，並要在未來10年進行持續和長久的民主抗爭」，同時，他否認此階段性協議等於放棄長遠的民主理想和目標。
6月18日，建制派對民主黨提出的方案紛紛調整立場，但特首曾蔭權仍未表態，只謂擔心方案會「顧此失彼」，未必同時爭取40票不同黨派的議員支持。全國人大常委范徐麗泰在北京會見香港傳媒時露了口風，她說「從報紙上看」，特首星期一會出來講話，估計屆時若雙方達成共識，就會在講話中交代，又說「政治上沒有不可能」。范太並稱民主黨的方案不俗，將在6月22日召開全國人大常委會時，向副秘書長喬曉陽表達「個人意見」。而基本法委員會委員、北京大學國際法研究所所長饒戈平在接受電視台訪問時，表示認同民主黨方案不等同於普選模式，當中有討論的空間。
不過，就在民主黨的方案等待中央正式發落的同時，民主黨內卻出現反彈聲音，民主黨創黨主席李柱銘明言，將在會員大會上投下反對票，並計劃與中委林子健派發「反對民主黨改良方案」聲明，力圖呼籲中委反對方案。不過，民主黨元老司徒華就隔空開火，批評李柱銘「經常向外發表反對意見」，力撐民主黨方案應該通過。
6月19日，社民連黃毓民出席一個電台節目時表示，該黨不會支持民主黨的方案，他又質疑，民主黨當初不參與五區公投，所以中央才會接納民主黨的方案，並形容雙方是「枱底交易」。但政務司司長唐英年在出席另一電台節目時，則讚揚民主黨提出新增功能組別「一人兩票」的方案「是有前瞻性及勇氣」。又指為使政改方案通過，特區政府會積極考慮取消區議會委任制，並讚揚委任區議員願意以「大局為重」。相信若要取消委任制，委任區議員不會有太大反對。
行政長官曾蔭權分別約見工聯會、民建聯等建制派政黨人士，了解他們對民主黨的方案的意見。傳媒報導，有政府消息人士稱，政府亦須評估，民主黨方案能否獲得立法會至少40票支持。傍晚，曾蔭權在出席完建制派「政制向前走大聯盟」集會後，向記者透露自己在幾天以來不停工作，希望「一人兩票」方案有所結論，並稱有關方案提高民主成分，而且只須本地立法，不用修改政府原來提出的決議案，故政府會按原定計劃，在周三將決議案交立法會表決。

#### 中央正式開綠燈，民主黨會員大會通過支持政改
6月20日，中聯辦副主任李剛再與民主黨何俊仁、劉慧卿及張文光會面，轉達中央已為民主黨提出的「普選區議會代表」方案開綠燈的訊息。據中通社報道，李剛在會見中說，民主黨提出的「一人兩票」方案，可以提升政改方案的民主成分，有利立法會通過政改方案；而「一人兩票」方案不牴觸《基本法》和全國人大常委會的有關決定，且屬香港本地立法範疇的問題，他持積極支持的態度，並樂見其成。
同日，亦即民主黨召開會員大會決定是否投下支持票的前一天，在此關鍵時刻，民主黨領導層成員出席多個公開場合時，都遇上激進泛民（社民連支持者）狙擊和辱罵。主席何俊仁中午出席港台節目《城市論壇》時，一眾「維園阿哥」都把矛頭由建制派轉向民主黨，何俊仁一進場就噓聲不絕，有人高喊「出賣香港人」，眾人更在廣告時段大唱電影《無間道》主題曲，諷刺民主黨被「河蟹」。終極普選聯盟下午在遮打花園的集會時，遇上前來「踩場」的社民連和「民間一人一票踢走功能組別」30多個團體成員要求對質，社民連成員更衝上台前，在普選聯的布景板貼上「超錯」貼紙。集會期間，部分泛民的支持者和反對者多次互相推撞。
6月21日，特首曾蔭權中午12時半正式宣布，政府接受民主黨的區議會改良方案。新增功能組別由區議員提名，不屬任何功能組別的選民投票產生。晚上七時，在立法會內手握9票的民主黨召開會員大會，討論並表決該黨的政改立場，會前有數十名市民在場外示威，警察維持秩序。會員大會最後以237票支持、71反對、3票棄權，通過該黨立法會議員對特首選舉方案投贊成票；立法會選舉方案則以246票贊成、63票反對，2票棄權通過，兩方案都分別取得近八成會員的支持。民主黨會員大會高票通過支持方案，令政改幾乎肯定會獲得立法會通過。不過，民主黨內卻有創黨主席李柱銘及立法會議員鄭家富不滿該黨接納方案。李柱銘早前表明，若支持區議會方案可能會退黨；鄭家富則表示不排除會退黨投反對票。外界相信，這是民主黨繼2000年黨內少壯派出走後，可能引發的最大一次地震。
6月23日，民主黨正式發表《告全港市民書》宣佈對政改方案投支持票，同時並回應其他泛民團體的質疑。該黨認為，爭取2017和2020落實真正的雙普選、取消功能組別的同時，亦不要放棄取得階段性的實質進步成果；再困在僵局中面對不斷惡化的社會撕裂，只會使支持民主的主流社會羣眾感到無力和厭倦，從而捨棄對民主的長期支持。

## 政府建議方案[10]
2012年香港行政長官產生辦法建議
1. 根據香港特區政府建議，行政長官選舉委員會的人數將由原本800人增加至1,200人，每屆任期五年；
2. 選舉委員會內四大界別（1. 工商及金融界、2. 專業界、3. 勞工、社會服務及宗教界、4. 政界）各增加100人，即由原本各200人增至300人。
3. 其中第四界別(政界)的分配為：
  1. 民選區議員代表117席
  2. 立法會議員70席
  3. 全國政協代表51席
  4. 港區人大代表36席
  5. 鄉議局代表26席
4. 聯合提名行政長官候選人的提名門檻：維持原來的比率，即選舉委員會總人數的八份之一，惟因選舉委員會總人數增加，故提名人數從不少於100人增加至不少於150人，而現階段不設立提名人數上限；
5. 行政長官不可屬於任何政黨的規定暫時維持不變，長遠可作檢討。

2012年香港立法會產生辦法
1. 根據香港政府建議，立法會議席會由60個增加至70個；
2. 其中分區直接選舉議席和功能組別議席各增加5席至35席；
3. 新增的5個功能組別議席，以及原來的1個「區議會功能界別」議席，全數由民選區議員互選產生，委任區議員不參與互選；
4. 民選區議員互選的投票方式，建議採用「比例代表制」；
5. 維持現時非中國籍和持有外國居留權的香港永久性居民可參選12個功能界別議席的安排。

是否在後一輪選舉中實現普選或雙普選
1. 特區政府建議中認為，2007年全國人大常委會的決定已經明確為香港達至普選定下時間表：香港可於2017年普選行政長官，而在行政長官普選後，立法會全部議員可以由普選產生，而在行政長官及立法會實行普選前的適當時候，行政長官須向人大常委會作出報告，由人大常委會確定；
2. 據此，2017年的行政長官普選方案，應由第四任行政長官和第五屆立法會處理；
3. 2020年的立法會普選方案，應由2017年產生的第五任行政長官和第六屆立法會處理，是恰當的做法；
4. 而現階段，特區政府只獲全國人大常委會授權落實2012年行政長官和立法會的產生辦法，有關如何修改兩個產生辦法以達至普選，則並非現屆特區政府已獲授權處理的範圍。

區議會委任制
1. 特區政府在立法會通過2012年兩個產生辦法建議方案後，將盡早在本地立法層面，提出取消區議會委任制度的有關建議，供市民和立法會考慮。

## 民主黨的普選區議會代表改良方案
民主黨提出開放投票權，讓不屬現存功能組別之選民以一人一票選出立法會6席區議會功能組別議席的方案，此方案又稱「一人兩票」方案。政府原方案是「民選區議員互選」，即「參選權」、「提名權」和「投票權」均限制屬於民選區議員，亦即只有民選區議員才有資格參選、提名和投票。而民主黨初期未特別論及「參選權」、「提名權」或「提名人數」等具體安排，只提出開放投票權。此改良方案最後獲得北京及特區政府部份接納。
2010年6月21日，香港特區政府提出並獲得行會原則上同意：在本地立法層面，接納民主黨所提出的「一人兩票」模式，產生二○一二年新增的五個功能界別的議席。亦即，在立法會通過有關修改《基本法》附件的議案後，特區政府將在本地立法規定：
1. 立法會新增的5個功能界別議席，由民選區議員提名，然後由現時在功能界別沒有投票權的已登記選民，即約320萬已登記選民一人一票選出；及
2. 原來的1個區議會功能界別議席，則由民選區議員互選產生，

而按照這個安排，每名選民在立法會選舉中都有兩票，一票投地區直選議席，一票投功能界別議席。
行政長官曾蔭權在同日回答記者提問時指出：關於提名門檻，雖然還沒有任何深入的討論，因為這要留待本地立法程序內討論，但聽不到任何黨派說要求提名門檻人數超過20個，以現時有超過四百個區議會民選議員計，即使提名門檻是20個，仍能多黨派參與且有一定的競爭性。

## 各界反應

### 政黨
- 民協（佔有立法會兩席）：支持民主黨改良方案，要求取消區議會委任制。同屬民協的社福界功能組別議員張國柱則跟隨香港社會工作者總工會理事會的投票結果，投反對票[52]。
- 公民黨（佔有立法會五席）：堅持及要求政府承諾最終普選模符合國際標準、廢除功能組別[53]，反對政府方案及民主黨改良方案
- 社民連線（佔有立法會三席）：堅持及要求無條件撤回方案。
- 民主黨（佔有立法會九席）：要求將五個新增區議會功能界別議席之投票權，開放予所有不在其他功能界別的選民（簡稱「改良方案」），得到政府支持。6月21日特別黨員大會中通過支持政改方案。[54]但當中黨員鄭家富，決定退出民主黨，在表決時投反對票。至於涂謹申則對方案有保留，最初表示「仍在掙扎投支持或反對票」，最後跟隨民主黨投贊成票。[55]
- 民建聯（佔有立法會十席）：2012政改方案符合基本法和全國人大常委會決定，總結各方面意見，支持政府提出的2012政改[56]及研究包括基本法委員會副主任梁愛詩在內的新觀點後，支持民主黨的改良方案[57][58]。
- 自由黨（佔有立法會三席）：2012政改尚有不足，功能界別的選民基礎沒有擴濶，但支持2012政改方案。
- 經濟動力（佔有立法會四席）：支持2012政改方案[59]。
- 專業會議（佔有立法會四席）：基本上支持政改方案，促請立法會應該建立一個溝通平台，讓議員進行閉門會議，商討如何達至最終普選[60]。
- 工聯會（佔有立法會四席）：原則上支持民主黨改良方案[61]。

### 獨立議員
- 功能組別議員（佔有立法會12席）：該組別獨立議員(謝偉俊、梁家騮、李國寶、黃宜弘、霍震霆、李鳳英、詹培忠、李國麟、陳茂波、陳健波、林大輝及譚偉豪) 均支持民主黨改良方案[62][63]。
- 分區直選議員（佔有立法會4席）：梁耀忠及何秀蘭皆對政改方案及民主黨修訂方案一直持反對立場[64]，李卓人表示個人認同民主黨修訂方案，但基於工會反對，因而會於表決時投反對票。而葉劉淑儀則如其他建制派議員一樣支持政改方案[65]。

### 政治團體
- 終極普選聯盟：如果2012年未能實施雙普選，中央政府和特區政府應提出清楚的方案和步驟，逐步邁向全面普選。
- 政制向前走大聯盟：堅決支持在2012年進行香港政府提出的政改方案，該聯盟發起簽名活動、集會及遊行來支持方案。

### 社會人士
- 6月7日，香港總商會發表聲明，指總商會及商界都希望見到政制改革向前發展，支持政府提出的2012政改方案。[66]
- 香港大學民意研究計劃在6月18至20日就民主黨修訂的方案調查，結果有54%贊成、19%反對。[67]
- 天主教香港教區陳日君樞機表示，不會支持民主黨建議的政改方案。[68]
- 八十後反特權青年、香港專上學生聯會反對民主黨建議方案並感到極度憤怒，懇請民主黨三思，拒絕「假普選」。[69]

### 中國政府
2012年香港政治制度改革方案通过后，国务院港澳事务办公室发言人就此发表了谈话，发言人表示，这一结果符合香港公众的普遍愿望，也是中央政府乐于看到的。国务院港澳事务办公室对香港特别行政区政府、香港立法会和社会各界人士为此所作出的努力表示赞赏。按照《基本法》的有关规定，这两个产生办法的修订议案将由香港特别行政区行政长官分别报请全国人民代表大会常务委员会批准或备案。依照《基本法》和全国人大常委会有关决定的规定推进香港政制的民主发展，是中央政府坚定不移的立场。国务院港澳事务办公室衷心希望香港各界人士与特区政府一道，集中精力发展经济，切实有效改善民生，循序渐进推进民主，包容共济促进和谐，为保持香港的长期繁荣稳定而共同努力。

### 外國政府
- 6月21日，美國駐華大使洪博培在發表演講時表示，對方案作出讚賞。他說：「這似乎是邁向香港人理應得到的（民主）過程中，向前踏出的又一步。」（This seems to be yet another positive step en route to what the people of Hong Kong deserve.）[71]
- 6月30日，美國駐港總領事楊甦棣與傳媒茶聚时，表示美國歡迎立法會上周通過政改方案，認為這是香港民主向前發展重要一步，又認為社會各界之間的對話是促成政改方案通過的主要原因，美國歡迎這類對話，并希望能夠透过对话达致双普选[72]。

## 宣傳工作

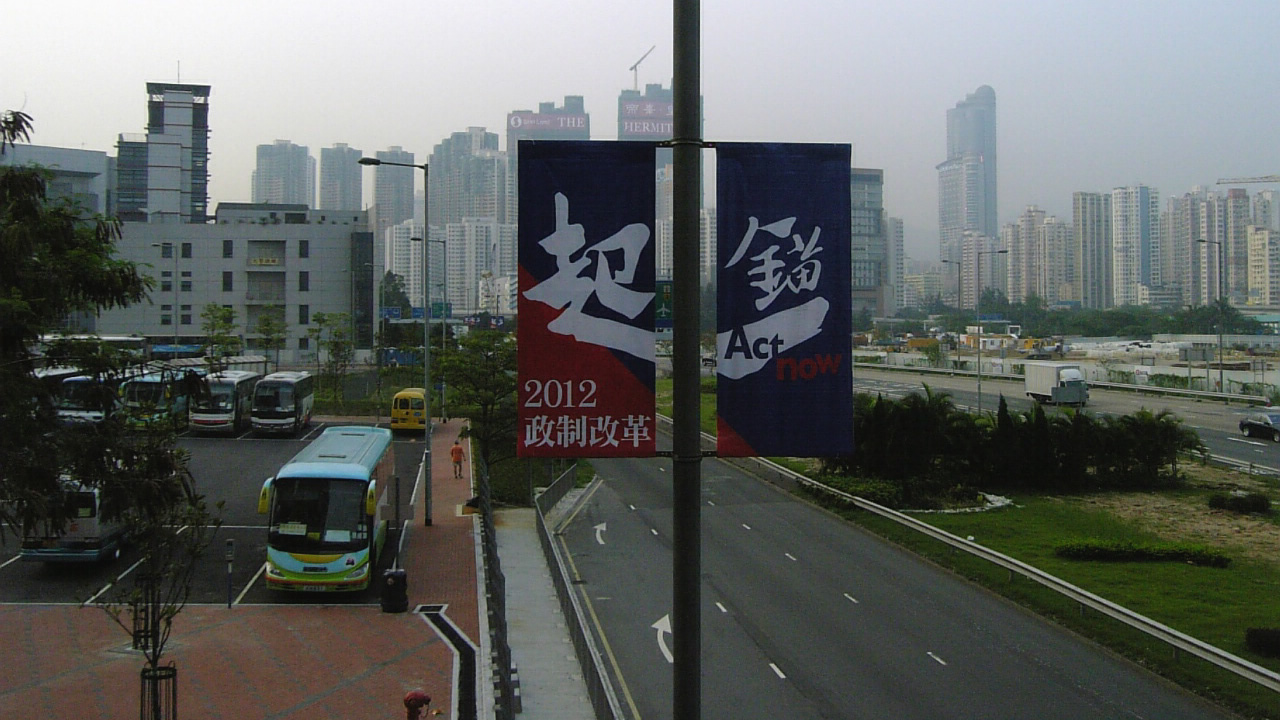
香港政府於2010年6月期間宣傳政制方案的口號：「起錨」

### 為民主起錨
2010年5月29日，香港特別行政區行政長官曾蔭權提出「起錨」口號，作為宣傳2012年政改方案的主題，並在港鐵車站、路燈及其他公眾地方展示有關宣傳物品。而一眾問責官員亦於該日起到港九各地向市民派發傳單宣傳政改。此外，港府亦在Facebook開設宣傳政改的「為香港起錨 支持2012年政制方案（页面存档备份，存于）」群組，並且推出多條電視宣傳片，包括三位行政會議成員夏佳理、胡紅玉和梁智鴻的「起錨」宣傳片。

### 余曾辯論

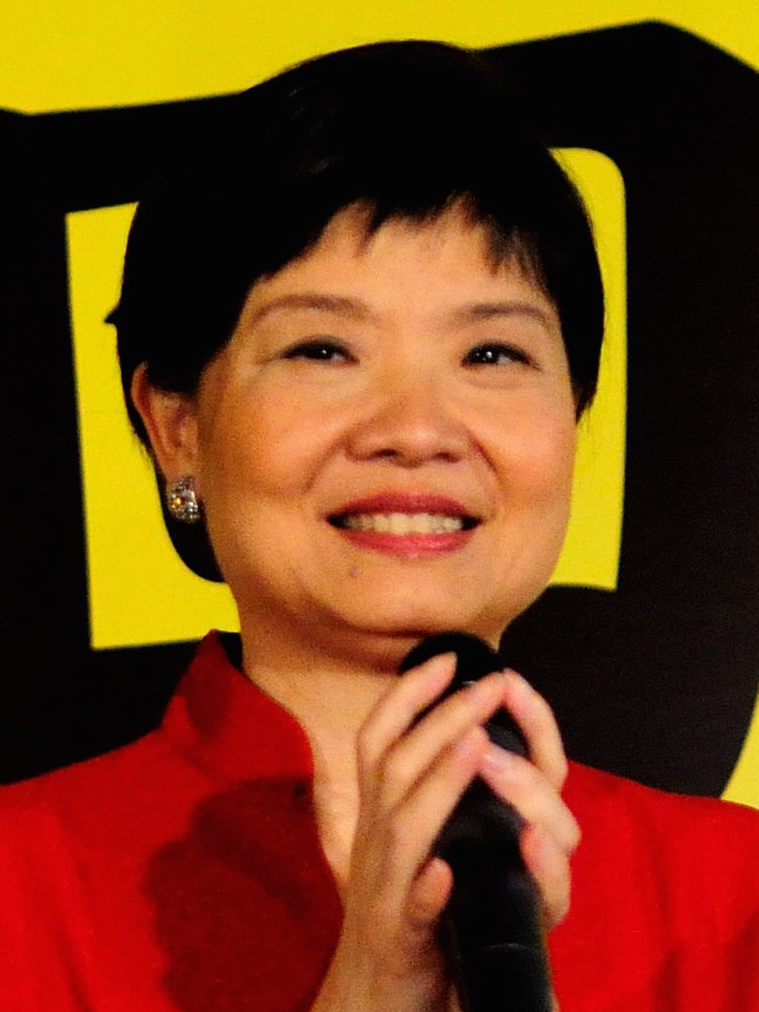
余若薇在曾余辯論後感謝其支持者

行政長官曾蔭權於2010年5月20日致函公民黨黨魁暨五區公投運動總發言人余若薇，邀請她就政改方案，在2010年6月中進行電視直播辯論。余若薇亦於當日正式回覆特首，表示樂意與他就功能組別存廢公開辯論。
有份參與「五區總辭、變相公投」的社民連，不滿行政長官並無邀請他們出席電視辯論， 認為對方旨在爭取宣傳空間。社民連及民主黨去信特首，邀請他與其他泛民政黨進行辯論，可惜行政長官沒有接納，行政會召集人梁振英表示由於辯論有時間限制，如果設現場觀眾，需要花費不少時間解答觀眾的提問。全國人大常委范徐麗泰表示，如果公眾參與辯論，容易造成混亂，影響辯論效果。而余若薇亦指出，如果讓所有泛民代表在同一場合與曾蔭權辯論，情況就會有如答問大會，失去辯論的意義。支聯會主席司徒華認為，行政長官只邀請余若薇辯論是分化泛民主派的做法。
曾蔭權及余若薇經過討論後，訂出辯論過程及規則。辯論日期為2010年6月17日，時間為晚上6時35分至7時30分，辯論歷時約一小時。地點選擇在中區政府合署新翼會議廳內舉行，地點不設公眾或記者席。市民可以透過電視收看整個直播過程。主持人由傳媒工作者吳明林擔任。整個辯論包括了雙方十輪問答及辯論者回應六條公眾提出的問題。
香港電台在6月11日至15日期間共收到2,876條公眾提出的問題，曾蔭權及余若薇分別派出胡定旭及張達明，再加上辯論主持人吳明林的三人小組審閱問題，三人小組抽出所需的六條問題，承諾保密問題內容直至辯論開始。
辯論過程﹕
- 香港電台「曾余辯論」視像紀錄
- MyTV - 2010年6月17日的《六點半新聞報道》時段內的「曾余辯論」

辯論結束後，民意調查顯示，余若薇在辯論上的表現較曾蔭權好，反對政改的人數較支持方案的人多，而反對者人數在辯論過後亦稍微上升。

## 表決
政府提出之政制方案於2010年6月23日提交立法會，整個表決過程議員作出三天的辯論。
何秀蘭在6月23日立法會會議上就行政長官產生辦法的辯論，根據《議事規則》第40(1)條提出將辯論中止待續的議案動議，在分組點票的機制下，必須在兩個組別分別獲得過半數支持票才獲通過。地區組別表決通過（總共30票，18票支持，10票反對，梁國雄缺席，曾鈺成主席按慣例不投票），功能組別表決不獲通過（總共30票，6票支持，24票反對），動議最後被否決。

### 行政長官的產生辦法修正案
泛民主派   建制派
| 姓名 | 姓名           | 所屬選區       | 政治聯繫 | 投票決定     | 姓名 | 姓名     | 所屬界別             | 政治聯繫 | 投票決定 |
| --- | -------------- | -------------- | -------- | ------------ | ---- | -------- | -------------------- | -------- | -------- |
| | 曾鈺成         | 香港島         | 民建聯   | 出席但不投票 |      | 何鍾泰   | 工程界               | 專業會議 | (＋)贊成 |
| | 何俊仁         | 新界西         | 民主黨   | (＋)贊成     |      | 李國寶   | 金融界               | 無黨派   | (＋)贊成 |
| | 李卓人         | 新界西         | 職工盟   | (－)反对     |      | 吳靄儀   | 法律界               | 公民黨   | (－)反对 |
| | 李華明         | 九龍東         | 民主黨   | (＋)贊成     |      | 張文光   | 教育界               | 民主黨   | (＋)贊成 |
| | 涂謹申         | 九龍西         | 民主黨   | (＋)贊成     |      | 梁劉柔芬 | 紡織及製衣界         | 經濟動力 | (＋)贊成 |
| | 陳鑑林         | 九龍東         | 民建聯   | (＋)贊成     |      | 黃宜弘   | 商界（第二）         | 無黨派   | (＋)贊成 |
| | 梁耀忠         | 新界西         | 街工     | (－)反对     |      | 黃容根   | 漁農界               | 民建聯   | (＋)贊成 |
| | 劉江華         | 新界東         | 民建聯   | (＋)贊成     |      | 劉皇發   | 鄉議局               | 經濟動力 | (＋)贊成 |
| | 劉慧卿         | 新界東         | 民主黨   | (＋)贊成     |      | 劉健儀   | 航運交通界           | 自由黨   | (＋)贊成 |
| | 鄭家富         | 新界東         | 無黨派   | (－)反对     |      | 霍震霆   | 體育演藝文化及出版界 | 無黨派   | (＋)贊成 |
| | 譚耀宗         | 新界西         | 民建聯   | (＋)贊成     |      | 石禮謙   | 地產及建造界         | 專業會議 | (＋)贊成 |
| | 馮檢基         | 九龍西         | 民協     | (＋)贊成     |      | 李鳳英   | 勞工界               | 勞聯     | (＋)贊成 |
| | 余若薇         | 香港島         | 公民黨   | (－)反对     |      | 張宇人   | 飲食界               | 自由黨   | (＋)贊成 |
| | 王國興         | 新界西         | 工聯會   | (＋)贊成     |      | 方剛     | 批發及零售界         | 自由黨   | (＋)贊成 |
| | 李永達         | 新界西         | 民主黨   | (＋)贊成     |      | 李國麟   | 衛生服務界           | 無黨派   | (＋)贊成 |
| | 張學明         | 新界西         | 民建聯   | (＋)贊成     |      | 林健鋒   | 商界（第一）         | 經濟動力 | (＋)贊成 |
| | 湯家驊         | 新界東         | 公民黨   | (－)反对     |      | 梁君彥   | 工業界（第二）       | 經濟動力 | (＋)贊成 |
| | 甘乃威         | 香港島         | 民主黨   | (＋)贊成     |      | 黃定光   | 進出口界             | 民建聯   | (＋)贊成 |
| | 何秀蘭         | 香港島         | 公民起動 | (－)反对     |      | 詹培忠   | 金融服務界           | 無黨派   | (＋)贊成 |
| | 李慧琼         | 九龍西         | 民建聯   | (＋)贊成     |      | 劉秀成   | 建築測量及都市規劃界 | 專業會議 | (＋)贊成 |
| | 陳克勤         | 新界東         | 民建聯   | (＋)贊成     |      | 林大輝   | 工業界（第一）       | 五散人   | (＋)贊成 |
| | 梁美芬         | 九龍西         | 專業會議 | (＋)贊成     |      | 陳茂波   | 會計界               | 五散人   | (＋)贊成 |
| | 黃成智         | 新界東         | 民主黨   | (＋)贊成     |      | 陳健波   | 保險界               | 五散人   | (＋)贊成 |
| | 黃國健         | 九龍東         | 工聯會   | (＋)贊成     |      | 梁家騮   | 醫學界               | 五散人   | (＋)贊成 |
| | 葉劉淑儀       | 香港島         | 匯賢智庫 | (＋)贊成     |      | 譚偉豪   | 資訊科技界           | 五散人   | (＋)贊成 |
| | 黃毓民         | 九龍西         | 社民連線 | (－)反对     |      | 葉偉明   | 勞工界               | 工聯會   | (＋)贊成 |
| | 陳淑莊         | 香港島         | 公民黨   | (－)反对     |      | 葉國謙   | 區議會               | 民建聯   | (＋)贊成 |
| | 陳偉業         | 新界西         | 社民連線 | (－)反对     |      | 潘佩璆   | 勞工界               | 工聯會   | (＋)贊成 |
| | 梁國雄         | 新界東         | 社民連線 | (－)反对     |      | 謝偉俊   | 旅遊界               | 無黨派   | (＋)贊成 |
| | 梁家傑         | 九龍東         | 公民黨   | (－)反对     |      | 張國柱   | 社會福利界           | 民協     | (－)反对 |
| \| 表決結果 \| (＋)贊成：46票 \| (－)反对：13票 \| \| 《中華人民共和國香港特別行政區行政長官的產生辦法修正案》獲得通過[87] \| \| \| |                |                |          |              |      |          |                      |          |          |
| 表決結果 | (＋)贊成：46票 | (－)反对：13票 |          |              |      |          |                      |          |          |
| 《中華人民共和國香港特別行政區行政長官的產生辦法修正案》獲得通過                                                                    |                |                |          |              |      |          |                      |          |          |

### 立法會的產生辦法修正案
泛民主派   建制派
| 地區直選 | 地區直選       | 地區直選       | 地區直選 | 地區直選     | 功能界別 | 功能界別 | 功能界別             | 功能界別 | 功能界別 |
| 姓名 | 姓名           | 所屬選區       | 政治聯繫 | 投票決定     | 姓名     | 姓名     | 所屬界別             | 政治聯繫 | 投票決定 |
| --- | -------------- | -------------- | -------- | ------------ | -------- | -------- | -------------------- | -------- | -------- |
| | 曾鈺成         | 香港島         | 民建聯   | 出席但不投票 |          | 何鍾泰   | 工程界               | 專業會議 | (＋)贊成 |
| | 何俊仁         | 新界西         | 民主黨   | (＋)贊成     |          | 李國寶   | 金融界               | 無黨派   | (＋)贊成 |
| | 李卓人         | 新界西         | 職工盟   | (－)反对     |          | 吳靄儀   | 法律界               | 公民黨   | (－)反对 |
| | 李華明         | 九龍東         | 民主黨   | (＋)贊成     |          | 張文光   | 教育界               | 民主黨   | (＋)贊成 |
| | 涂謹申         | 九龍西         | 民主黨   | (＋)贊成     |          | 梁劉柔芬 | 紡織及製衣界         | 經濟動力 | (＋)贊成 |
| | 陳鑑林         | 九龍東         | 民建聯   | (＋)贊成     |          | 黃宜弘   | 商界（第二）         | 無黨派   | (＋)贊成 |
| | 梁耀忠         | 新界西         | 街工     | (－)反对     |          | 黃容根   | 漁農界               | 民建聯   | (＋)贊成 |
| | 劉江華         | 新界東         | 民建聯   | (＋)贊成     |          | 劉皇發   | 鄉議局               | 經濟動力 | (＋)贊成 |
| | 劉慧卿         | 新界東         | 民主黨   | (＋)贊成     |          | 劉健儀   | 航運交通界           | 自由黨   | (＋)贊成 |
| | 鄭家富         | 新界東         | 無黨派   | (－)反对     |          | 霍震霆   | 體育演藝文化及出版界 | 無黨派   | (＋)贊成 |
| | 譚耀宗         | 新界西         | 民建聯   | (＋)贊成     |          | 石禮謙   | 地產及建造界         | 專業會議 | (＋)贊成 |
| | 馮檢基         | 九龍西         | 民協     | (＋)贊成     |          | 李鳳英   | 勞工界               | 勞聯     | (＋)贊成 |
| | 余若薇         | 香港島         | 公民黨   | (－)反对     |          | 張宇人   | 飲食界               | 自由黨   | (＋)贊成 |
| | 王國興         | 新界西         | 工聯會   | (＋)贊成     |          | 方剛     | 批發及零售界         | 自由黨   | (＋)贊成 |
| | 李永達         | 新界西         | 民主黨   | (＋)贊成     |          | 李國麟   | 衛生服務界           | 無黨派   | (＋)贊成 |
| | 張學明         | 新界西         | 民建聯   | (＋)贊成     |          | 林健鋒   | 商界（第一）         | 經濟動力 | (＋)贊成 |
| | 湯家驊         | 新界東         | 公民黨   | (－)反对     |          | 梁君彥   | 工業界（第二）       | 經濟動力 | (＋)贊成 |
| | 甘乃威         | 香港島         | 民主黨   | (＋)贊成     |          | 黃定光   | 進出口界             | 民建聯   | (＋)贊成 |
| | 何秀蘭         | 香港島         | 公民起動 | (－)反对     |          | 詹培忠   | 金融服務界           | 無黨派   | (＋)贊成 |
| | 李慧琼         | 九龍西         | 民建聯   | (＋)贊成     |          | 劉秀成   | 建築測量及都市規劃界 | 專業會議 | (＋)贊成 |
| | 陳克勤         | 新界東         | 民建聯   | (＋)贊成     |          | 林大輝   | 工業界（第一）       | 五散人   | (＋)贊成 |
| | 梁美芬         | 九龍西         | 專業會議 | (＋)贊成     |          | 陳茂波   | 會計界               | 五散人   | (＋)贊成 |
| | 黃成智         | 新界東         | 民主黨   | (＋)贊成     |          | 陳健波   | 保險界               | 五散人   | (＋)贊成 |
| | 黃國健         | 九龍東         | 工聯會   | (＋)贊成     |          | 梁家騮   | 醫學界               | 五散人   | (＋)贊成 |
| | 葉劉淑儀       | 香港島         | 匯賢智庫 | (＋)贊成     |          | 譚偉豪   | 資訊科技界           | 五散人   | (＋)贊成 |
| | 黃毓民         | 九龍西         | 社民連線 | (－)反对     |          | 葉偉明   | 勞工界               | 工聯會   | (＋)贊成 |
| | 陳淑莊         | 香港島         | 公民黨   | (－)反对     |          | 葉國謙   | 區議會               | 民建聯   | (＋)贊成 |
| | 陳偉業         | 新界西         | 社民連線 | (－)反对     |          | 潘佩璆   | 勞工界               | 工聯會   | (＋)贊成 |
| | 梁國雄         | 新界東         | 社民連線 | 缺席         |          | 謝偉俊   | 旅遊界               | 無黨派   | (＋)贊成 |
| | 梁家傑         | 九龍東         | 公民黨   | (－)反对     |          | 張國柱   | 社會福利界           | 民協     | (－)反对 |
| \| 表決結果 \| (＋)贊成：46票 \| (－)反对：12票 \| \| 《中華人民共和國香港特別行政區立法會的產生辦法修正案》獲得通過 \| \| \| |                |                |          |              |          |          |                      |          |          |
| 表決結果 | (＋)贊成：46票 | (－)反对：12票 |          |              |          |          |                      |          |          |
| 《中華人民共和國香港特別行政區立法會的產生辦法修正案》獲得通過                                                                |                |                |          |              |          |          |                      |          |          |

## 行政長官簽署
2010年6月29日，行政長官曾蔭權在禮賓府簽署同意書中英的文本，同意《基本法》附件一及附件二行政長官和立法會產生辦法的修正案草案，將呈報有關修正案草案予全國人大常委會批准或備案，过程被香港政府新闻处全程直播，放到网上。他簽署后表示，通過政改方案之通過乃香港民主發展的重大突破，而他簽署有關修正案，正反映出廣大市民對政制向前發展、邁向普選的共同願望。而行政长官簽署修正案草案，正式啟動了政改五步曲的第四步曲，待全國人大常委會批准或備案後，便可展开本地立法程序，政府会在秋季提交议案给立法会审议。

## 全國人大常委會確定通過
2010年8月28日，全國人大常委會以超過九成八的高票，通過行政長官及立法會產生辦法修正案草案，特區政府可以展開本地立法工作。 （注意：基本法附件二列明，立法會產生辦法修正案是無須經全國人大常委會通過，而只須提交備案。因此，全國人大常委會通過立法會產生辦法修正案與否，根據基本法，是對此修正案沒有任何約束力。）
人大常委會法工委副主任李飛形容，對最終實現《基本法》的民主發展目標，具有重要影響。整個修改行政長官和立法會產生辦法的『五部曲』法律程序已經全部完成，特區政府表示會全力做好 2012年兩個選舉辦法和取消區議會委任制的本地立法工作，特區政府會在2010年秋季向立法會提交兩個選舉辦法的本地立法建議，期望草案能在2011年5月或之前通過。

## 政改本地立法
由2010年10月至2011年2月，時任政制及內地事務局局長林瑞麟在立法會政制事務委員會會議及有關法案委員會上公佈政改本地立法工作的細節。

## 行政長官選舉
行政長官選舉方面，選舉委員會將根據均衡參與的原則擴充，提供更多的機會予各界人士參與下屆選舉。選委會的成員會由現時的800人增至1,200人，4個界別各增加100人。根據政府的建議，選委會內第一、第二和第三界別將不增設新的界別分組；三個界別內現有32個界別分組的議席分配，會按現時的名額按比例增加。選委會第四界別新增的100席中，會根據2010年4月提交的建議方案後分配，並會沿用現時安排，將區議員代表分為市區及新界兩大組別，及保留「全票制」。只有民選區議員能夠在區議會界別分組登記為投票人、提名候選人和被提名為候選人，並於2011年11月區議會選舉當選後自動登記成為區議會界別選民。
| 界別分組         | 上屆人數 | 今屆人數 |
| ---------------- | -------- | -------- |
| 飲食界           | 11       | 17       |
| 商界（第一）     | 12       | 18       |
| 商界（第二）     | 12       | 18       |
| 香港僱主聯合會   | 11       | 16       |
| 金融界           | 12       | 18       |
| 金融服務界       | 12       | 18       |
| 香港中國企業協會 | 11       | 16       |
| 酒店界           | 11       | 17       |
| 進出口界         | 12       | 18       |
| 工業界（第一）   | 12       | 18       |
| 工業界（第二）   | 12       | 18       |
| 保險界           | 12       | 18       |
| 地產及建造界     | 12       | 18       |
| 紡織及製衣界     | 12       | 18       |
| 旅遊界           | 12       | 18       |
| 航運交通界       | 12       | 18       |
| 批發及零售界     | 12       | 18       |
| 小計             | 200      | 300      |

| 界別分組                | 上屆人數 | 今屆人數 |
| ----------------------- | -------- | -------- |
| 會計界                  | 20       | 30       |
| 建築、測量及 都市規劃界 | 20       | 30       |
| 中醫界                  | 20       | 30       |
| 教育界                  | 20       | 30       |
| 工程界                  | 20       | 30       |
| 衞生服務界              | 20       | 30       |
| 高等教育界              | 20       | 30       |
| 資訊科技界              | 20       | 30       |
| 法律界                  | 20       | 30       |
| 醫學界                  | 20       | 30       |
| 小計                    | 200      | 300      |

| 界別分組 | 上屆人數 | 今屆人數 |
| --- | -------- | -------- |
| 漁農界 | 40       | 60       |
| 勞工界 | 40       | 60       |
| 宗教界 - 天主教香港教區（天主教會） - 中華回教博愛社（伊斯蘭教） - 香港基督教協進會（基督新教） - 香港道教聯合會（道教） - 孔教學院（孔教） - 香港佛教聯合會（佛教） | 40       | 60       |
| 社會福利界 | 40       | 60       |
| 體育、演藝、文化及 出版界 - 體育小組 - 演藝小組 - 文化小組 - 出版小組                                                                                                | 40       | 60       |
| 小計 | 200      | 300      |

| 界別分組             | 上屆人數 | 今屆人數     | 今屆人數     |
| 界別分組             | 上屆人數 | 立法會選舉前 | 立法會選舉後 |
| -------------------- | -------- | ------------ | ------------ |
| 全國人民代表大會     | 36       | 36           | 36           |
| 立法會               | 60       | 60           | 70           |
| 中國人民政治協商會議 | 41       | 55           | 51           |
| 鄉議局               | 21       | 28           | 26           |
| 港九各區議會         | 21       | 59           | 57           |
| 新界各區議會         | 21       | 62           | 60           |
| 小計                 | 200      | 300          | 300          |

選民基礎方面，政府建議擴闊中醫界別的選民基礎，建議註冊中醫應有資格登記為中醫界別分組的投票人，與其他專業界別分組看齊以法定資格區分選民。為免剝奪現時合資格的人士登記成為中醫界界別分組投票人的資格，建議有權在十個指定團體的大會上表決的屬中醫師的成員，繼續有資格在中醫界界別分組投票，預計建議會令中醫界界別分組的合資格投票人數目由現時的5,900人增至最多8,700人。其他組別的選民基礎只作基本的技術性修改。
另外，政府亦建議行政長官選舉無論於有競爭的選舉或於只有一名候選人的選舉，把投票制度修改為候選人須取得有效票超過選委會全體委員的半數才可當選；在有競爭的選舉下，若在第一輪投票後，沒有候選人當選，則最高及第二最高得票者可進入下一輪投票，其他候選人將被淘汰；若果在第二輪投票後，仍然沒有一位候選人取得有效票超過選委會全體委員的半數，選舉隨即終止，並須進行另一次提名及選舉。相關的安排可參照在只有一名候選人時有關終止選舉及開展新一輪的提名及選舉的安排；以及如有需要，有關程序將會重複，直至有候選人當選為止。以增強行政長官選舉當選人的代表性及公信力。

## 立法會選舉
《立法會（修訂）條例草案》建議35個地方選區議席將繼續由5個地方選區選出，每個選區選出5至9名議員；5個新的功能界別議席將會成為新增的區議會功能界別，並命名為區議會（第二）。只有412位民選區議員能夠在新增的區議會功能界別提名候選人或參選，而候選人需要獲得不少於15名民選區議員提名，並會由約320萬登記選民，即現時在其他功能界別沒有權投票者，以一人一票方式選出。新增的區議會功能界別會採用單一選區名單比例代表制，以確保不同政黨能均衡參與。新增區議會功能界別每張候選人名單可招致的選舉開支上限為600萬元。原有的區議會功能組別命名為區議會（第一）。政府給予的立法會選舉的候選人財政資助為所得有效選票乘以資助額由11元一票增至12元一票或申報選舉開支的50％，以較低者為準。
另外亦新增條文，使在《領事關係條例》（第557 章）的領館（包括由職業領事官員及名譽領事官員為首的領館）及《國際組織（特權及豁免權）條例》（第558 章）及《國際組織及外交特權條例（第190 章）的國際組織不再合資格登記為團體選民。

## 區議會選舉
政府於2010年建議民選議席增至412席，當中元朗增加2席，葵青、西貢、北區、油尖旺、觀塘各增加1席，建議已於2010年12月獲立法會通過。此外亦增加選舉開支上限參考過去4年的通脹水平，由現時48000元增加至2011年的52000元。
委任區議員方面，特區政府於2011年9月區議會選舉前夕宣佈將委任區議員由102人減少至68人，並於2012年初發表諮詢文件諮詢公眾。2012年7月特區政府換屆後，政府向立法會提交立法建議於2015年全面取消委任議席，當然議席予以保留。

## 反對活动

### 表決前

#### 苦行路寫

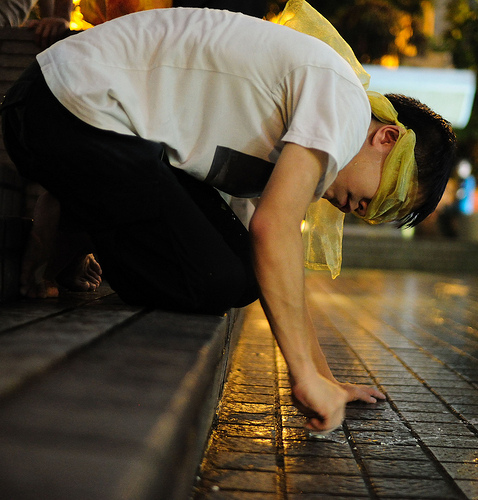
一名苦行路寫活动的参与者

2010年6月19日及20日，一群自稱八十後的年輕人模仿反高鐵運動時的五區苦行舉辦「苦行路寫」活动，蒙眼和赤腳走遍全港五區，包括新界東的上水和大埔、香港島的銅鑼灣和中環、九龍西的旺角和尖沙咀、九龍東的黃大仙及新界西的荃灣。
他们每走22步便在地下寫上「港人治港，高度自治」八個字，以示自1988年基本法颁布以來22年，香港人一直被中央政府蒙蔽。苦行的队伍中也有不少自稱「九十後」的年輕臉孔，他们表示不會衝擊警方陣線，但會以苦行靜默地抗議。队伍在途经荃灣區期間，青年在地下所寫的文字在隊伍經過後即被港鐵職員抹去。

#### 六·二三包圍立法會
由6月23日起，八十後反特權青年27個團體及一批市民在政改表決前在立法會外集會，發言人林輝說，不支持襲擊行為，相信以非暴力方式舉行活動。
6月24日晚上九時過後，一隊示威者採取行動進攻，越過警方防線，企圖闖入立法會與警員推撞。
6月25日部分反政改示威者，在凌晨繼續在立法會大樓外集結，一名女示威者闖入鐵馬內的范围，警員在旁戒備。政改方案通過後，示威者衝出遮打道阻塞交通，被警員抬走。

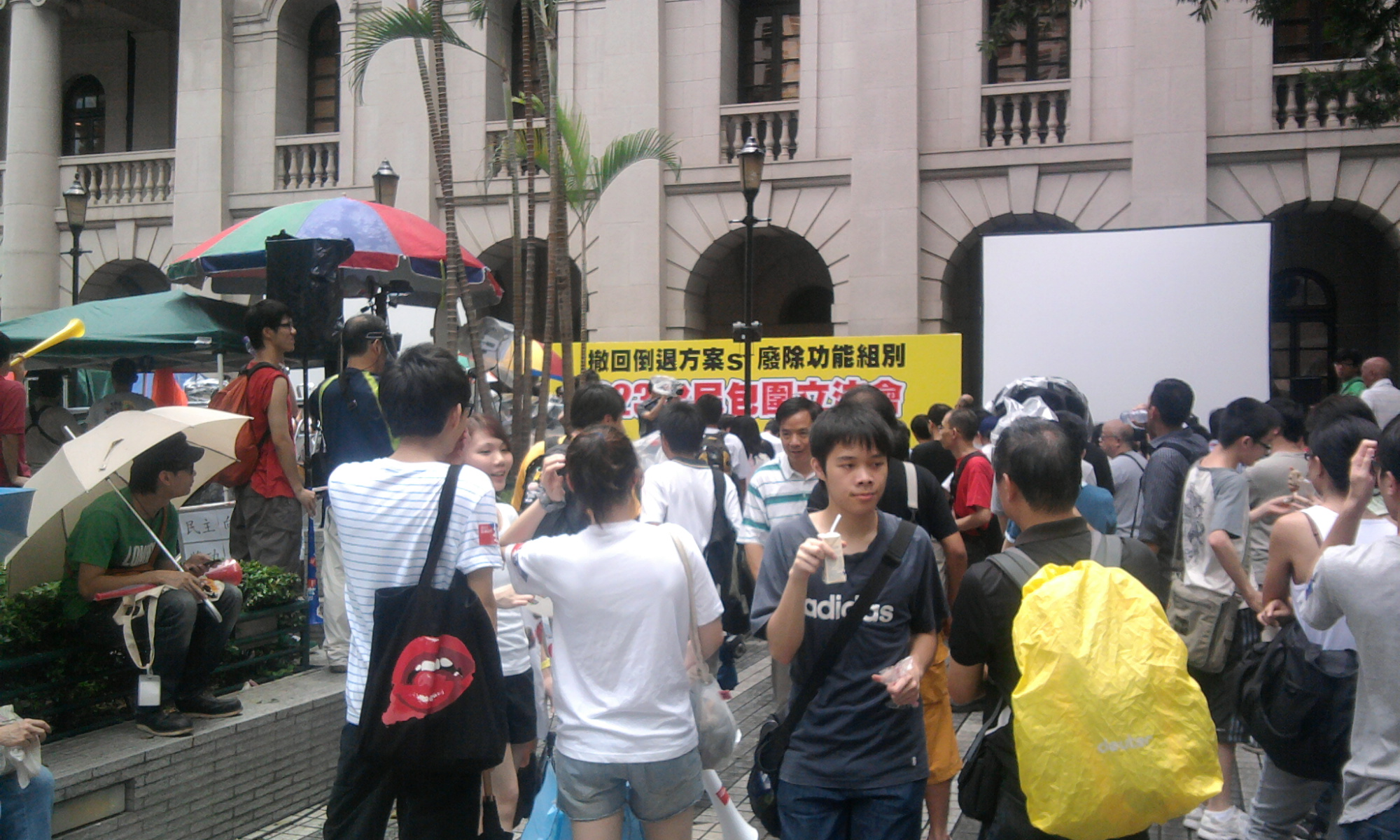
「六·二三包圍立法會」集會情況
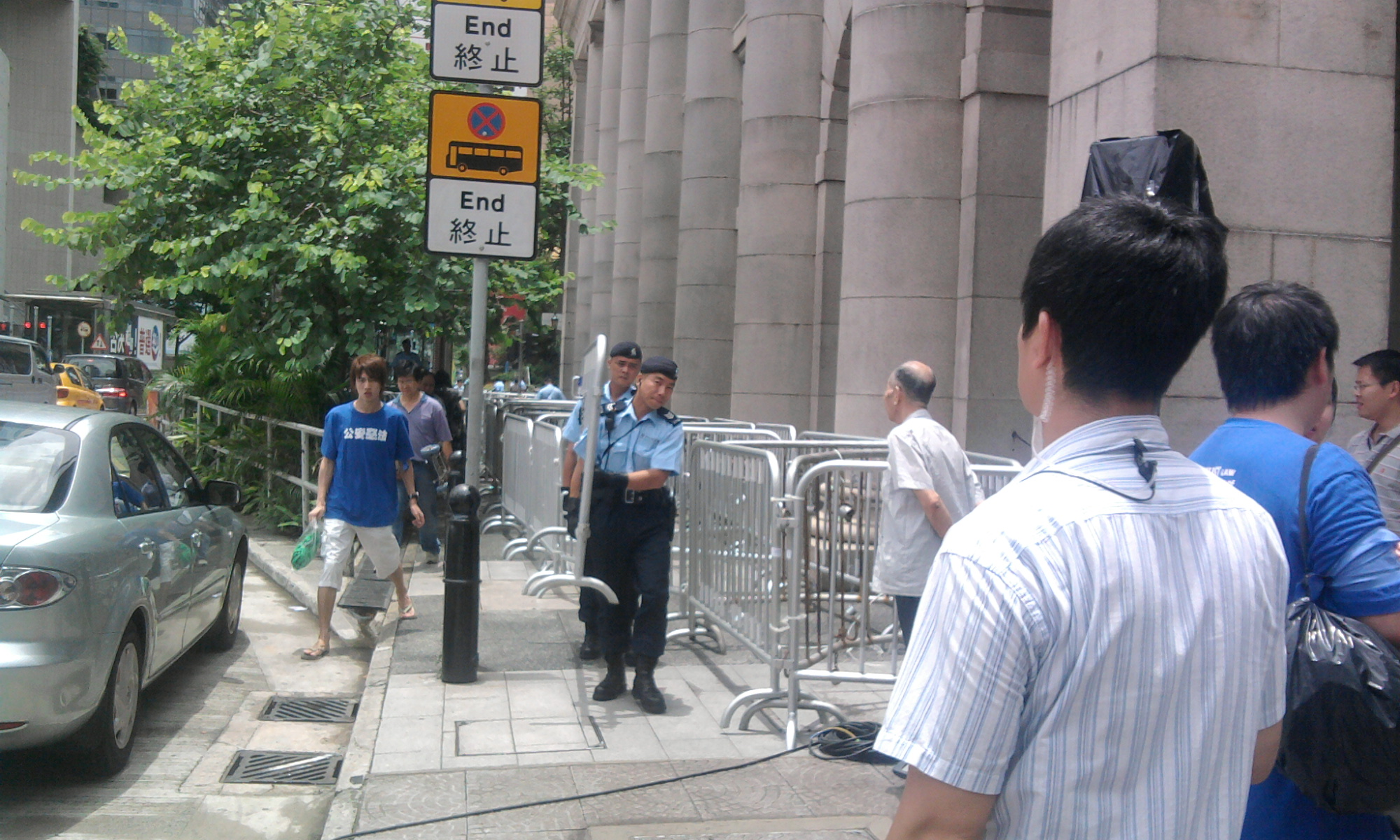
警員在立法會門外架起鐵馬

## 外部連結
政府網站
- 政制及內地事務局：香港政制發展（页面存档备份，存于）
- 政制發展綠皮書公眾諮詢網站
- 政制及內地事務局專題資料（页面存档备份，存于）
- 二零一二年行政長官及立法會產生辦法建議方案網站（页面存档备份，存于）
- 立法會內務委員會「2012年行政長官及立法會產生辦法建議方案小組委員會」網頁（页面存档备份，存于）
- 立法會2010年6月23、24及25日會議議程、會議紀要、投票結果、會議過程正式紀錄及即場紀錄本的網頁（页面存档备份，存于）

傳媒網站
- 香港電台:香港政制發展（页面存档备份，存于）
- 香港電台2012年行政長官及立法會產生辦法建議方案專頁（页面存档备份，存于）
- 香港立法會通過下屆立法會產生辦法-BBC 中文網（页面存档备份，存于）

民間團體
- 香港人權監察: 政制改革